# Кастиније Византијски
Кастиније Византијски или Кастин (грч. Καστίνος) је био епископ Византиона у приоду од 230.--237. године. Његов претходник је био Киријак Византијски, а његов наследник Евгеније I Византијски. У неким изворима се помиње и под именом Константин.
Живео је у Риму, васпитан као паганин. Хришћанство је прихватио од епископа Аргиропола. Након уласка у Цркву, све његово богатство разделио је сиромашнима и потпуно се посветио служби Христу. Он је саградио прву цркву у Византиону и посветио је Светој Ефимији Свехвалној.